# 明古魯省
明古魯省（印尼文：Provinsi Bengkulu）是印尼在蘇門答臘島上的十個省份之一。省城為明古魯市。面積19,788.70平方公里。人口1,405,060（2000年統計數字。）
明古魯曾經是英國的殖民地，當時稱明古連（英文：Bencoolen）。于1824年的《英荷條約》簽訂後，英國將此地讓給荷蘭殖民。

## 地理

### 地理位置
明古魯省位于蘇門答臘島的西南方沿岸。領土包括Enggano島。
陸鄰
- 北接西蘇門答臘省（印尼文：Sumatera Barat）和占碑省(Jambi) 。
- 東連南蘇門答臘省（Sumatera Selatan）。
- 南鄰楠榜省（Lampung）。

近海
- 西臨印度洋。

## 歷史
1685年，不列颠东印度公司于明古連地區設立黑胡椒貿易站與軍事要塞。
1714年英國在此建立城堡Fort Marlborough。 此堡仍聳立于當地。
明古連的貿易發展並不理想，這是因為：
1. 其地理位置非處于交通要道上，商人認為到此貿易不方便。
2. 此地出產的黑胡椒數量不足，商人常買不到貨。

儘管困難重重，英國還是繼續經營明古連一直到1824年簽定《英荷條約》後，于1825年3月1日交給荷蘭。荷蘭經營明古魯地區一直到第二次世界大戰發生，1941年12月7日太平洋戰爭爆發，二戰期間，日本曾經佔領此地一直到1945年8月15日日本裕仁天皇宣佈投降。
二戰後荷蘭意圖回到當地繼續進行殖民統治，但遭到當地民眾的反抗，1945年8月17日印尼宣佈獨立，1949年12月27日荷蘭完全由印尼撤軍。而早在1930年，印度尼西亚民族独立运动的领袖蘇卡諾曾經在明古魯地區生活多年，在這裡他遇見了其妻子Fatmawati，後來他倆的一位女兒成為印尼第五任總統，也是印尼第一位女總統梅加瓦蒂·苏加诺普翠。

## 經濟
明古魯省在印尼屬于比較貧窮的省份。因此當地民眾非常熱衷于成為公務員。
煤礦業是當地經濟的主要支柱。當地三個主要煤礦公司每年生產了200,000到400,000吨的煤。明古魯的煤主要出口到馬來西亞、新加坡、南亞及東北亞。
當地漁業也很發達，出名的漁獲有鮪魚及鯖魚等。農業方面，有薑、筍、橡膠等作物。